# James Newman
James Richard Newman, född 19 oktober 1985 i Settle, North Yorkshire, är en engelsk sångare och låtskrivare som skulle ha representerat Storbritannien i Eurovision Song Contest 2020 i Rotterdam med låten "My Last Breath". 2020 års tävling ställdes in på grund av coronapandemin. Newman deltog istället i tävlingen 2021 med låten "Embers" och kom sist med 0 poäng.
Han är äldre bror till popsångaren John Newman.